# Пирогов (болница)
 Тази статия е за болницата в София.  За руския хирург, на когото тя е кръстена, вижте Николай Пирогов.  
Университетска многопрофилна болница за активно лечение и спешна медицина „Николай Иванович Пирогов“, ЕАД е най-големият по рода си център за спешна медицинска помощ в България. Намира се в София, между булевардите „Тотлебен“ и „Пенчо Славейков“ и улиците „Шандор Петьофи“ и „Лайош Кошут“, като главният вход е откъм булевард „Пенчо Славейков“. Основана е през 1950 г. и кръстена на руския хирург Николай Пирогов. Негов паметник се намира във вътрешния двор, като там също има и параклис.
През годините болницата носи различни имена, като Институт за бърза медицинска помощ, Републикански научно-практически институт за спешна медицинска помощ и Научен институт по Спешна медицина. С решение № 644 на Министерския съвет от 17 септември 1994 г. МБАЛСМ „Пирогов“ добива статут на университетска болница.
Към 2008 г. в „Пирогов“ работят 361 лекари ординатори, 150 научни работници, 1025 медицински специалисти, а капацитетът на болницата е 795 легла в 33 клиники и 15 параклинични звена.

## Галерия
- Чакалня в Детска ортопедия
- Щастливо избавление – сваляне на гипса